# كريستيان وايتهيد
كريستيان وايتهيد (بالإنجليزية: Christian Whitehead)‏، هو مطور ألعاب فيديو أسترالي، أشتهر وايتهيد بأنه يقوم بإعادة إصدار ألعاب الفيديو القديمة مثل بعض سلاسل سونيك ذا هيدهوج على الهواتف اللوحية والهواتف المحمولة، مثل الجزء الأول والجزء الثاني من السلسلة، بالإضافة إلى إنتاج وتطوير لعبة سونيك مينيا.

## الموقع الخارجي
- الموقع الرسمي
 (الانكليزيه)